# Adenia trisecta
Adenia trisecta là một loài thực vật có hoa trong họ Lạc tiên. Loài này được (Mast.) Engl. mô tả khoa học đầu tiên năm 1891.